# Primera División B Nacional (Paraguay)
La Primera División B Nacional (conocida popularmente como Primera B Nacional o Campeonato Nacional B), es una  de las tres secciones de la Tercera División del fútbol paraguayo, en la que compiten clubes y selecciones de las ligas del interior del país. El campeonato es organizado por la Unión del Fútbol del Interior en coordinación con la APF.
Esta división fue creada en el 2011 como una salida a los clubes con origen UFI que descienden de la División Intermedia y en el mismo también pueden participar clubes con infraestructura apropiada pertenecientes a las ligas regionales del interior del país. Desde la segunda edición también se permitió la participación de selecciones de ligas, en sus inicios las que hayan estado ubicadas entre las mejores en el Campeonato Nacional de Interligas inmediatamente anterior, pero luego esto no fue una condición a tener en cuenta para la participación de las selecciones en la división. Clubes de Asunción, del Departamento Central y de localidades ubicadas como máximo a 50 kilómetros de la capital compiten en la Primera División B.
Para la primera edición se organizó una etapa previa denominada Clasificatorio de la UFI para la Primera B Nacional, ante la gran cantidad de clubes que querían formar parte de esta división.
Desde el 2014 se decidió que el campeonato se disputará con su nombre oficial solo en los años impares, pues en los años pares se llamará Promoción a la Intermedia o Promoción Primera División B Nacional y otorgará solo media plaza para la división superior (es decir, el derecho a competir contra el subcampeón de la Primera División B por el ascenso).

## Historia

### Primera edición (2011)
La primera edición del campeonato, en el 2011 incluyó al Club Sportivo 2 de Mayo de la ciudad de Pedro Juan Caballero que había descendido en el 2010 de la Segunda División; y, a siete equipos seleccionados mediante el Clasificatorio de la UFI para la Primera B Nacional, en el cual pudieron participar todos los clubes de ligas regionales que se inscribieran (incluyendo excepcionalmente a los del Departamento Central) y que contaran con la infraestructura requerida. Luego de 14 fechas de disputa, el Club Sportivo 2 de Mayo se consagró campeón y con ello logró su retorno a la Segunda División para el 2012.
El club 24 de junio de San Juan Bautista al terminar en el último lugar en el campeonato del 2011 no pudo participar al año siguiente. De la edición 2012 también fueron excluidos los clubes Deportivo Beleano (Belén) y Juventud Ypanense (Ypané), que sí jugaron en la edición del 2011 y obtuvieron los puestos 7° (penúltimo) y 6° respectivamente.
En el 2011, dos equipos del interior que jugaban en la Segunda División perdieron la categoría y debían descender a esta división, el 12 de octubre de Itauguá, y el Deportivo Caaguazú (que además perdió 6 puntos por la inclusión de un jugador irregular en 4 encuentros). Sin embargo, al encontrarse el 12 de octubre en una ciudad a menos de 50 km de Asunción, se decidió que descendería a la Primera División B y no a esta división.

### Clubes y selecciones (2012-2013)
En el 2012 se decidió que como el Campeonato Nacional de Interligas se disputa en forma bianual, para la segunda edición del campeonato de la Primera División B Nacional se aumentaba los cupos de ascenso a una plaza y media. Por esta razón, la Liga Ovetense subcampeón del Interligas 2011/12, la Liga Caacupeña semifinalista, así como la Liga Concepcionera (invitada), participaron de esta división, que en cierta manera también reemplazó al Mini Interligas. El campeonato del 2012 fue el primer torneo de Tercera División y la primera vez que un campeonato aglutinaba tanto a clubes como a selecciones de las ligas del interior.
Esta temporada contó con la participación de 8 equipos (4 clubes y 4 selecciones). En la primera fase los equipos fueron divididos en dos grupos de cuatro participantes (de acuerdo a su ubicación geográfica) donde disputaron partidos en formato de liga (con ida y vuelta). En la segunda fase (y semifinal) la disputaron los dos mejores de cada grupo y de estos, los ganadores accedieron a la final del torneo. El campeón ascendió directamente a la Segunda División y el subcampeón debió jugar el repechaje por el ascenso contra el subcampeón de la Primera División B. Se consagró campeón la Liga Caacupeña que ascendió a la División Intermedia como Caacupé Football Club, la Liga Concepcionera fue la subcampeona que disputó y perdió el repechaje ante el representante de la Primera División B.
Un dato a destacar es que en el 2012 y 2013 el Departamento de Alto Paraná (específicamente la Liga Deportiva Paranaense) contó con representantes en 3 de las 4 divisiones del fútbol paraguayo, pues Sol del Este participó en este campeonato, Paranaense y 3 de febrero (los tres equipos mencionados de Ciudad del Este) en la Segunda División y el Cerro Porteño de Presidente Franco en la Primera División.
Para el campeonato del 2013 no se relegó a ningún equipo (Club Choré Central y Caaguaceña debían quedar fuera por un año al menos, al quedar últimos en sus respectivos grupos), ya que se decidió aumentar la cantidad de participantes a 10 equipos. Por lo mismo, se decidió incorporar a tres ligas más al torneo, las ligas Pilarense, Campo 9 y Guaireña. De esta manera fueron 4 clubes y 6 selecciones, pues el Deportivo Caaguazú compite como selección de liga en los campeonatos de la UFI, así como cualquier club formado a partir de una selección que desciende desde la División Intermedia.
El sistema de disputa consistió en dos grupos de cinco equipos en la primera fase, con partidos interseriales de los equipos quienes quedaban con fecha libre en cada grupo. En la segunda fase (semifinales) la disputaron los dos mejores de cada grupo y de estos, los ganadores accedieron a la final del torneo. El campeón ascendió directamente a la Segunda División y el subcampeón debió jugar el repechaje por el ascenso contra el subcampeón de la Primera División B. Se consagró campeón la Liga Caaguaceña que volvió a ascender a la División Intermedia como Club Deportivo Caaguazú, la Liga Ovetense fue la subcampeona que disputó y perdió el repechaje ante el representante de la Primera División B.

### Bicampeonato de Ovetense (2014-2015)
El campeonato del 2014 contó solo con 6 participantes, los clubes 2 de Mayo de Pedro Juan Caballero (descendido de la División Intermedia), 22 de septiembre de Encarnación, Club 4 de octubre de Atyrá, Choré Central y las selecciones de la ligas Ovetense y Guaireña. El club Sol del Este también tenía derecho a inscribirse pero no lo hizo por desacuerdos con dirigentes de la A.P.F. En tanto la Liga Concepcionera optó por no participar.
Dicha temporada contó con 4 clubes y 2 selecciones. El sistema de disputa consistió en dos grupos de tres equipos en la primera fase (6 jornadas) con partidos interseriales de los equipos que quedaban con fecha libre en sus grupos. En la segunda fase (semifinales) la disputaron los dos mejores de cada grupo y de estos, los ganadores accedieron a la final del torneo. El campeón debió jugar el repechaje por el ascenso a la Segunda División contra el subcampeón de la Primera División B, donde por primera vez el campeón de esta división no lograba el ascenso directo, tras la reorganización de los cupos de ascensos en esta temporada. Se consagró campeón la Liga Ovetense, que perdió el repechaje ante el representante de la Primera División B.
En el Campeonato del 2015 la cantidad de participantes aumentó a 14, por lo que se decidió jugar una fase previa de cuatro equipos, de esta fase previa clasificaron 2 equipos, con lo que se formaron tres grupos de cuatro equipos en la primera fase (12 equipos). Los 2 primeros de cada grupo junto a los mejores terceros clasificaron a la segunda fase (cuartos de final). Con los 8 clasificados se conformaron las llaves para la disputa de los cuartos de final y de estos, surgieron los emparejamientos para la tercera fase (semifinales), de los que a su vez surgieron los finalistas del torneo. El campeón ascendió directamente a la Segunda División y el subcampeón debió jugar el repechaje por el ascenso a la Segunda División contra el subcampeón de la Primera División B. 
Originalmente se planteó jugar una fase previa en formato de ligas con cinco equipos, que jugarían una ronda de todos contra todos, a una sola rueda, pero ante la renuncia del Club Sol del Este por problemas económicos fue reducido a 4 y cambiado el formato a un sistema de liga de ida y vuelta. De los 14 participantes, 7 clubes y 7 selecciones (Paranaense Fútbol Club al descender de la División Intermedia compite como Liga Paranaense en esta división). Tampoco se relegó a ningún club (Choré Central y 22 de septiembre de Encarnación debían quedar fuera por un año al menos, al quedar últimos en sus respectivos grupos) ya que se decidió aumentar el número de equipos. Cabe destacar que Paranaense de Ciudad del Este y Cerro Porteño de Presidente Franco ingresaron por primera vez a esta división tras descender de la División Intermedia. Se consagró bicampeón la Liga Ovetense, que esta vez logró el ascenso a la División Intermedia como Ovetense Fútbol Club, el club 22 de septiembre de Encarnación fue el subcampeón que disputó y perdió el repechaje ante el representante de la Primera División B. 

### Supremacía en el repechaje por el ascenso (2016-actualidad)
En el Campeonato del 2016, no se aplicó el castigo a ninguno de los equipos que culminaron en la última posición en los grupos de la primera fase del campeonato anterior, pero la Liga Guaireña ya no participó pues logró su ascenso a la División Intermedia al ganar el Interligas 2015/16, por su lado la Liga Concepcionera optó por no participar alegando problemas económicos. Participaron 7 clubes y 3 selecciones (ya que Sportivo Carapeguá descendido de la División Intermedia en la temporada anterior participa como liga en esta división). Se jugó una primera fase de dos grupos de cinco integrantes, de estos grupos clasificaron a la llave de semifinales los dos mejores de cada grupo y de estos, los ganadores accedieron a la final del torneo. El campeón debió disputar el repechaje por el ascenso a la Segunda División contra el subcampeón de la Primera División B. Se consagró campeón el club 22 de septiembre de Encarnación y por primera vez el representante de esta división logró ganar el repechaje al representante de la Primera División B, logrando además el ascenso a la División Intermedia.
En el Campeonato del 2017 la cantidad de participantes aumentó a 14. De los 14 participantes 12 fueron clubes y 2 selecciones. Se jugó una primera fase con dos grupos de siete integrantes, de estos clasificaron a la segunda fase los cuatro mejores de cada grupo. En la segunda fase se formaron dos grupos de cuatro equipos, de estos clasificaron a la llave de semifinales los dos mejores, donde los ganadores accedieron a la final del torneo. El campeón ascendió directamente a la Segunda División y el subcampeón debió jugar el repechaje por el ascenso contra el subcampeón de la Primera División B. Se consagró campeón y logró el ascenso el club Sportivo 2 de Mayo, el club R.I. 3 Corrales fue el subcampeón que logró también el ascenso a la División Intermedia tras disputar y ganar el repechaje al representante de la Primera División B.
En el Campeonato 2018 participaron 12 equipos. Se jugó una primera fase con cuatro grupos de tres integrantes, de estos grupos clasificaron a la segunda los dos mejores de cada grupo (de acuerdo a las zonas geográficas). En la segunda fase se formaron 2 grupos de 4 equipos (serie norte y sur), de estos clasificaron a la llave de semifinales los dos mejores, donde los ganadores accedieron a la final del torneo. El campeón debió jugar el repechaje por el ascenso a la Segunda División contra el subcampeón de la Primera División B. Cabe destacar que 22 de septiembre de Encarnación y Caacupé descendieron de la División Intermedia en la temporada anterior,este último decidió no participar por problemas económicos y logísticos. De los 12 participantes 10 fueron clubes y 2 selecciones. Se consagró campeón el club General Caballero JLM y logró su ascenso tras ganar el repechaje. De esta forma por tercera vez en forma consecutiva el representante de esta división gana el repechaje al representante de la Primera División B.
Para el Campeonato Nacional B 2019 el Club Deportivo Liberación de Liberación hará su debut en esta categoría al ser el tercer peor promedio de la División Intermedia 2018.

## Copa de Campeones UFI
A partir del 2017 la U.F.I. decidió instaurar la Copa de Campeones UFI, que se jugará en forma bianual, en partidos de ida y vuelta y la disputarán los campeones del Campeonato Nacional de Interligas y de la Primera División B Nacional.

## Formato
El sistema ha variado con los años, desde formación de grupos con un mínimo de 3 o hasta un máximo de 7 equipos, hasta una fase previa y 3 grupos de 4 equipos. De cada grupo clasificarán los dos o tres mejores equipos a la siguiente etapa, ya sea este cuartos de final o semifinales, en partidos a ida y vuelta. Las finales enfrentarán en dos partidos a los mejores.
- Desde 2014 se estableció que en años pares (2014, 2016, etc.), el campeón solo gana el derecho a jugar el repechaje contra el subcampeón de la Primera División B por un cupo de ascenso a la División Intermedia. En años impares (2015, 2017 etc.), el campeón asciende directamente a la División Intermedia, en caso de ser una selección de liga, no disputará el Campeonato Nacional de Interligas del siguiente año. Y el subcampeón tiene derecho a disputar un repechaje con el subcampeón de la Primera División B por un cupo de ascenso a la División Intermedia.

- A partir del 2021 este sistema se invierte

- En sus inicios se había determinado que el equipo de menor puntaje acumulado en cada grupo no podrá jugar el campeonato o el clasificatorio al mismo, del siguiente año. Aunque esto solamente se aplicó tras la primera edición, en las siguientes ediciones ya no se aplicó esta medida.

- Si una selección de liga (afiliada a la Unión del Fútbol del Interior) gana el ascenso a la División Intermedia, deberá convertirse en club para competir en la división superior ya que es organizada por la Asociación Paraguaya de Fútbol.

- Los clubes que al ascender a la Segunda División se convierten en clubes, al descender de nuevo a la Primera División B Nacional, vuelven a competir como selecciones, ya que estas son las que se encuentran afiliadas a la Unión del Fútbol del Interior.

## Equipos participantes (2024)
| Equipo               | Ciudad               | Estadio                       | Capacidad | Fundación                |
| 12 de Junio          | Caacupé              | Coronel Manuel Cabañas        | 1.000     | 12 de junio de 1936      |
| América              | Pedro Juan Caballero | Río Parapiti                  | 25.000    | 20 de abril de 1981      |
| CEFFCA               | Saltos del Guairá    | Nivaldo Suárez                | 2.000     | 18 de abril de 2013      |
| Choré Central        | Choré                | Asteria Mendoza               | 4.000     | 19 de enero de 1965      |
| Guaraní (Fram)       | Fram                 | Carlos Memmel                 | 6.000     | 27 de noviembre de 1949  |
| Independiente FC     | Hernandarias         | Independiente de Hernandarias | 1.500     | 24 de abril de 1983      |
| Itapuense            | Encarnación          | Villa Alegre                  | 16.000    | 19 de marzo de 2019      |
| Nacional SDG         | Salto del Guairá     | Ary Arthur Méndez             | 2.000     | 2 de febrero de 1975     |
| Olimpia (Villarrica) | Villarrica           | Valeriano Villaverde          | 5.000     | 25 de septiembre de 1931 |
| Patriotas FC         | Hernandarias         | Próceres de Mayo              | 3.000     | 6 de febrero de 2021     |
| R.I.3 Corrales       | Ciudad del Este      | General Eduardo Torreani      | 3.000     | 29 de septiembre de 1980 |
| Salto del Guairá     | Salto del Guairá     | Emigdio Vallejos              | 2.000     | 5 de julio de 1964       |
| Sportivo San Pedro   | San Pedro del Paraná | Joaquín de Alós               | 2.000     | 15 de diciembre de 1940  |
| Unión (Pilar)        | Pilar                | Contralmirante Ramón Martino  | 2.000     | 8 de diciembre de 1985   |
| -------------------- | -------------------- | ----------------------------- | --------- | ------------------------ |

## Lista de campeones y subcampeones
| Edición | Temporada | Campeón                                    | Ciudad y Departamento                      | Subcampeón                                 | Ciudad y Departamento                      |
| ------- | --------- | ------------------------------------------ | ------------------------------------------ | ------------------------------------------ | ------------------------------------------ |
| 1.ª     | 2011      | Sportivo 2 de Mayo                         | Pedro Juan Caballero, Amambay              | Club Sol del Este                          | Ciudad del Este, Alto Paraná               |
| 2.ª     | 2012      | Liga Caacupeña                             | Caacupé, Cordillera                        | Liga Concepcionera                         | Concepción y Belén, Concepción             |
| 3.ª     | 2013      | Liga Caaguaceña                            | Caaguazú, Caaguazú                         | Liga Ovetense                              | Coronel Oviedo, Caaguazú                   |
| 4.ª     | 2014      | Liga Ovetense                              | Coronel Oviedo, Caaguazú                   | Liga Guaireña                              | Villarrica, Guairá                         |
| 5.ª     | 2015      | Liga Ovetense                              | Coronel Oviedo, Caaguazú                   | 22 de Setiembre                            | Encarnación, Itapúa                        |
| 6.ª     | 2016      | 22 de Setiembre FBC                        | Encarnación, Itapúa                        | Club R.I. 3 Corrales                       | Ciudad del Este, Alto Paraná               |
| 7.ª     | 2017      | Sportivo 2 de Mayo                         | Pedro Juan Caballero, Amambay              | Club R.I. 3 Corrales                       | Ciudad del Este, Alto Paraná               |
| 8.ª     | 2018      | Club General Caballero                     | Juan León Mallorquín, Alto Paraná          | Nacional (1° de Marzo)                     | Primero de Marzo, Cordillera               |
| 9.ª     | 2019      | Club Guaraní                               | Trinidad, Itapua                           | Liga Carapegüeña                           | Carapeguá, Paraguarí                       |
| --      | 2020      | Cancelado debido a la Pandemia de COVID-19 | Cancelado debido a la Pandemia de COVID-19 | Cancelado debido a la Pandemia de COVID-19 | Cancelado debido a la Pandemia de COVID-19 |
| 10.ª    | 2021      | Deportivo Itapuense                        | Encarnación, Itapua                        | Sportivo Carapeguá                         | Carapeguá, Paraguarí                       |
| 11.ª    | 2022      | Sportivo Carapeguá                         | Carapeguá, Paraguarí                       | Deportivo Caaguazú                         | Caaguazú, Caaguazú                         |
| 12.ª    | 2023      | 12 de Junio                                | Villa Hayes, Presidente Hayes              | Ovetense                                   | Coronel Oviedo, Caaguazú                   |
| 13.ª    | 2024      | Club Guaraní                               | Fram, Itapua                               | CEFFCA                                     | Saltos del Guairá, Canindeyú               |

1. 1 2 3 4 5 6 7 8 9  El subcampeón no tenía cupo de ascenso.
2. 1 2 3  Perdió repechaje contra subcampeón de la Primera División B.
3. 1 2  Perdió repechaje contra subcampeón de la Primera División B.
4. 1 2 3  Ganó repechaje contra subcampeón de la Primera División B, desde el 2014 en los años pares el campeón no asciende directamente.
5. ↑  Ganó el repechaje contra subcampeón de la Primera División B.

### Títulos por equipo
| Pos. | Equipo                 | Ciudad               | Departamento     | Campeonatos | Subcampeonatos | Años campeón | Años subcampeón |
| ---- | ---------------------- | -------------------- | ---------------- | ----------- | -------------- | ------------ | --------------- |
| 1    | Liga Ovetense          | Coronel Oviedo       | Caaguazú         | 2           | 2              | 2014, 2015   | 2013, 2023      |
| 2    | 2 de Mayo              | Pedro Juan Caballero | Amambay          | 2           | 0              | 2011, 2017   |                 |
| 3    | Sportivo Carapeguá     | Carapeguá            | Paraguarí        | 1           | 2              | 2022         | 2019, 2021      |
| 4    | Deportivo Caaguazú     | Caaguazú             | Caaguazú         | 1           | 1              | 2013         | 2022            |
| 5    | 22 de Setiembre        | Encarnación          | Itapúa           | 1           | 1              | 2016         | 2015            |
| 6    | Liga Caacupeña         | Caacupé              | Cordillera       | 1           | 0              | 2012         |                 |
| 7    | Gral. Caballero JLM    | Juan L. Mallorquín   | Alto Paraná      | 1           | 0              | 2018         |                 |
| 8    | Guaraní                | Trinidad             | Itapúa           | 1           | 0              | 2019         |                 |
| 9    | Deportivo Itapuense    | Encarnación          | Itapúa           | 1           | 0              | 2021         |                 |
| 10   | 12 de Junio            | Villa Hayes          | Presidente Hayes | 1           | 0              | 2023         |                 |
| 11   | Guaraní                | Fram                 | Itapúa           | 1           | 0              | 2024         |                 |
| 12   | R.I. 3 Corrales        | Ciudad del Este      | Alto Paraná      | 0           | 2              |              | 2016, 2017      |
| 13   | Sol del Este           | Ciudad del Este      | Alto Paraná      | 0           | 1              |              | 2011            |
| 14   | Liga Concepcionera     | Concepción           | Concepción       | 0           | 1              |              | 2012            |
| 15   | Liga Guaireña          | Villarrica           | Guairá           | 0           | 1              |              | 2014            |
| 16   | Nacional (1° de Marzo) | Primero de Marzo     | Cordillera       | 0           | 1              |              | 2018            |

### Títulos por Departamento
| Pos. | Departamento     | Campeonatos | Subcampeonatos | Años campeón           | Años subcampeón  |
| ---- | ---------------- | ----------- | -------------- | ---------------------- | ---------------- |
| 1    | Itapúa           | 4           | 1              | 2016, 2019, 2021, 2024 | 2015             |
| 2    | Caaguazú         | 3           | 3              | 2013, 2014, 2015       | 2013, 2022, 2023 |
| 3    | Amambay          | 2           | 0              | 2011, 2017             |                  |
| 4    | Alto Paraná      | 1           | 3              | 2018                   | 2011, 2016, 2017 |
| 5    | Paraguarí        | 1           | 2              | 2022                   | 2019, 2021       |
| 6    | Cordillera       | 1           | 1              | 2012                   | 2018             |
| 7    | Presidente Hayes | 1           | 0              | 2023                   |                  |
| 8    | Concepción       | 0           | 1              |                        | 2012             |
| 9    | Guairá           | 0           | 1              |                        | 2014             |